# Fire & Forgive
Fire & Forgive – drugi singel z siódmego studyjnego albumu niemieckiego zespołu Powerwolf grającego power metal. Został wydany 22 czerwca 2018.

## Teledysk
Teledysk opowiada historię kobiety, która zostaje opętana po otrzymaniu Najświętszego Sakramentu od księdza. Wokalista zespołu Attila Dorn wraz z keyboardzistą Falkiem Marią Schlegelem i paroma zakonnicami odprawiają na niej egzorcyzm. Teledysk nawiązuje do Indeksu ksiąg zakazanych pokazując mnichów palących skonfiskowane księgi.
Historia przedstawiona w teledysku ma miejsce „gdzieś w południowej Europie” w 1931 roku, jednakże można w nim dostrzec znaki, że ma miejsce w Polsce (np. śpiewnik religijny w języku polskim, bądź datę 966–1966, która upamiętnia Tysiąclecie Państwa Polskiego.

### Kontrowersje
Teledysk został nagrany w kościele pw. św. Marii Magdaleny w Ścinawce Średniej w Polsce. Po opublikowaniu go w serwisie YouTube 22 czerwca 2018 rzecznik Świdnickiej Kurii Biskupiej dr. Daniel Marcinkiewicz wydał oświadczenie:

W związku z publikacją na kanale YouTube teledysku „Fire & Forgive” zespołu Powerwolf z dnia 22 czerwca 2018 r. Świdnicka Kuria Biskupia oświadcza, iż Ksiądz Proboszcz parafii pw. św. Marii Magdaleny w Ścinawce Średniej wyraził zgodę w dobrej wierze na nagranie scen filmowych w kościele. W rzeczywistości sceny nagrane w świątyni, zostały użyte do niewłaściwych celów, co stanowi nadużycie zarówno w stosunku do sakralności miejsca, jakim jest kościół, jak również wobec zaufania, jakie wykazał Ksiądz Proboszcz odpowiedzialny za tę świątynię.
Wobec powyższego Ksiądz Proboszcz wyraża ubolewanie, że doszło do tego rodzaju zdarzenia, przepraszając wszystkich, którzy mieli prawo poczuć się tą sytuacją urażeni oraz oświadcza, że zdecydowanie jest przeciwny wykorzystywaniu kościoła i innych miejsc sakralnych do celów naruszających świętość i profanujących te miejsca.

Wiele polskich gazet opisało zdarzenie. Większość z nich nazywała Powerwolf zespołem satanistycznym i anty-kościelnym.

## Wykonawcy i personel
- Attila Dorn – wokal
- Matthew Greywolf – gitara elektryczna
- Charles Greywolf – gitara basowa
- Falk Maria Schlegel – organy, keyboard
- Roel van Helden – perkusja
- Jens Bogren – miksowanie
- Tony Lindgren – mastering
- Zsofia Dankova – ilustracja